# زهرة الحبلى عارية الساق
زهرة الحبلى عارية الساق (الاسم العلمي:Enkianthus nudipes) هي نوع من النباتات تتبع جنس زهرة الحبلى من الفصيلة الخلنجية.